# Thelypteris francoana
Thelypteris francoana là một loài thực vật có mạch trong họ Thelypteridaceae. Loài này được (E. Fourn.) C.F. Reed miêu tả khoa học đầu tiên năm 1968.